# Pepa de Utrera
Josefa Loreto Peña, más conocida por su nombre artístico Pepa de Utrera, (Utrera, provincia de Sevilla, 1 de mayo de 1926-ibidem, 3 de mayo de 2009) fue una cantaora flamenca gitana española. Era nieta por vía materna del Pinini, hija del bailaor jerezano José Loreto Reyes El Feongo y de la cantaora María Peña Vargas, y hermana de El Charrúa y de Juana la Feonga. También era prima hermana de las cantaoras Fernanda y Bernarda de Utrera.
Emparentada con la mujer de Manuel Torre era su tía María Loreto Reyes la Feonga Suegra de Perrate de Utrera

Pepa de Utrera debutó profesionalmente en el tablao flamenco Cortijo del Guajiro en Sevilla, en los años cincuenta. En Madrid, en los años sesenta, desarrolló su actividad en el Torres Bermejas, así como en los principales locales de la capital, como el Corral de la Morería, Los Canasteros, Las Brujas y Villa Rosa, y se consagró como una de las pioneras de la rumba flamenca.
Fue una cantaora de corte clásico, aunque eran muy conocidas sus versiones en clave de rumba de canciones como Viajera de Morcillo y García del Gal o Soy Rebelde de Jeanette. Participó en el espectáculo Salero de España de Concha Piquer.
En 1959 obtuvo el segundo premio por tientos y bulerías del Concurso Nacional de Cante Jondo de Córdoba, que compartió con La Perla de Cádiz. Participó en varias ediciones de la Bienal de Flamenco de Sevilla, en el Festival de Mont de Marsan, en Francia, y en el Potaje Gitano de Utrera, en su ciudad natal, al que asistió en todas sus ediciones durante cuarenta años.
En septiembre de 2003, ingresó en la residencia geriátrica de su localidad natal afectada de mal de Alzheimer, permaneciendo en ésta hasta su fallecimiento seis años más tarde, cuando contaba con 83 años de edad.